# Тамбовцев, Александр Николаевич
Алекса́ндр Никола́евич Тамбо́вцев (18 января 1964 года) — советский борец вольного стиля, обладатель Кубка мира (1988), призёр чемпионата мира (1985), двукратный чемпион СССР (1985 и 1988), Участник ОИ-1988. Заслуженный мастер спорта СССР.

## Биография
Родился в совхозе Калачеевский Воронежской области. Позднее вместе с семьёй переехал в Воронеж. Начал заниматься вольной борьбой в 1974 году, вместе с младшим братом Евгением (впоследствии мастером спорта СССР).

Выступал за «Динамо» (Воронеж) в весовой категории до 82 кг. Тренироваться под руководством заслуженных тренеров РСФСР С. И. Горожанкина и В. Н. Федюкина.
С 1984 по 1988 год входил в состав сборной СССР по вольной борьбе. На этот период приходятся наибольшие успехи в его спортивной карьере, когда он победил на Кубке мира, стал призёром чемпионата мира и дважды побеждал на чемпионатах СССР.
Выступал на Олимпийских играх 1988 года в Сеуле, где проиграв всего одну схватку, занял только 4-е место.
Окончил Воронежский государственный институт физической культуры (1987).
После завершения спортивной карьеры занимался бизнесом в Москве и Воронеже. Позднее перешёл на тренерскую работу. Работал тренером в Воронежском государственном университете. Главный тренер Воронежской области по вольной борьбе.

## Спортивные достижения
- Обладатель Кубка мира (1988: в весе до 82 кг, в команде).
- Бронзовый призёр чемпионата мира (1985).
- Чемпион СССР (1985, 1988).
- Победитель Международного турнира в Тбилиси (1988).
- Чемпион РСФСР (1984, 1985).
- Обладатель Кубка мира среди молодёжи (1984).